# كارل هينز ميتزنير
كارل هينز ميتزنير (بالألمانية: Karl-Heinz Metzner)‏ (مواليد 9 يناير 1923) هو لاعب كرة قدم. يلعب مع منتخب ألمانيا الغربية لكرة القدم. سبق له أن لعب في كأس العالم لكرة القدم مع منتخب بلاده.

## روابط خارجية
- كارل هينز ميتزنير على موقع الاتحاد الدولي (مؤرشف)  (الإنجليزية)
- كارل هينز ميتزنير على موقع قاعدة بيانات كرة القدم.إي يو (الإنجليزية)
- كارل هينز ميتزنير على موقع بيانات كرة القدم. دي إي (الألمانية)
- كارل هينز ميتزنير على موقع ناشيونال فوتبول تيمز (الإنجليزية)
- كارل هينز ميتزنير على موقع عالم كرة القدم.نت (الإنجليزية)